# V з'їзд Комуністичної партії Молдавії
V з'їзд Комуністичної партії Молдавії — з'їзд Комуністичної партії Молдавії, що відбувся 16—18 лютого 1954 року в місті Кишиневі.

## Порядок денний з'їзду
1. Звіт ЦК КПМ
2. Звіт Ревізійної Комісії КПМ
3. Вибори керівних органів КПМ.

## Керівні органи партії
Обрано 85 членів ЦК КПМ, 29 кандидатів у члени ЦК КПМ та 17 членів Ревізійної Комісії КПМ.

### Члени Центрального комітету КП Молдавії
- Антосяк Георгій Федорович — голова Молдавської республіканської ради профспілок
- Барановський Панас Григорович — міністр освіти Молдавської РСР
- Барбінягра Іван Олексійович —
- Батушкін Василь Єгорович — 1-й секретар Рибницького райкому КПМ
- Берекет Володимир Федорович — 1-й секретар Тирновського райкому КПМ
- Бєляєв Петро Андрійович — міністр торгівлі Молдавської РСР
- Васильєв Вадим Миколайович — 1-й секретар Дубосарського райкому КПМ
- Вердиш Дмитро Іванович — 1-й секретар Котовського райкому КПМ
- Гагарін Микола Захарович — завідувач відділу партійних органів ЦК КПМ
- Гапонов Микола Єгорович — 1-й секретар Вулканештського райкому КПМ
- Гербст Валентин Петрович — 2-й секретар Кишинівського міськкому КПМ
- Гладкий Дмитро Спиридонович — 2-й секретар ЦК КПМ
- Голощапов Василь Іванович — 1-й секретар Кам'янського райкому КПМ
- Голубицький Олександр Олександрович — редактор газети «Советская Молдавия»
- Грекул Андрій Васильович — завідувач відділу шкіл ЦК КПМ
- Гросул Яким Сергійович — голова президії Молдавської філії Академії наук СРСР
- Дамаскін Василь Никифорович — міністр автотранспорту і шосейних доріг Молдавської РСР
- Дарієнко Петро Степанович — редактор газети «Молдова сочіалісте»
- Діордиця Олександр Пилипович — міністр фінансів Молдавської РСР
- Дружинін Василь Іванович — військовослужбовець
- Дудник Микола Трохимович — 1-й секретар Бендерського міськкому КПМ
- Євстратьєв Терентій Максимович — 1-й секретар Скулянського райкому КПМ
- Жданович Степан Наумович — керуючий Молдавського винотресту
- Ілляшенко Кирило Федорович — завідувач відділу науки і культури ЦК КПМ
- Іорданов Яків Степанович — редактор газети «Царанул советік»
- Казакевич Данило Васильович — начальник Управління прикордонних військ МВС Молдавського прикордонного округу
- Казанір Яким Семенович — прокурор Молдавської РСР
- Квасов Григорій Васильович — завідувач сільськогосподарського відділу ЦК КПМ
- Киріяк Георгій Феодосійович — міністр соціального забезпечення Молдавської РСР
- Коваль Федір Степанович — міністр сільського господарства Молдавської РСР
- Кодіца Іван Сергійович — голова Президії Верховної Ради Молдовської РСР
- Кока Меланія Степанівна —
- Колбасюк В.Н. —
- Константинов Антон Сидорович — 1-й секретар ЦК ЛКСМ Молдавії
- Коптильников М.Я. — голова колгоспу імені Леніна Окницького району
- Косоруков Анатолій Степанович — 1-й секретар Тираспольського райкому КПМ
- Кранга Петро Федорович —
- Крачун Агрипина Микитівна — заступник голови Ради міністрів Молдавської РСР
- Краюшин Тихон Степанович — голова президії Молдавспоживспілки
- Крижановський Валер'ян Іванович — 1-й секретар Бельцького райкому КПМ
- Крученюк Петро Оксентійович — відповідальний секретар правління Спілки радянських письменників Молдавської РСР
- Лазарев Артем Маркович — міністр культури Молдавської РСР
- Лихвар Василь Георгійович — 1-й секретар Тираспольського міськкому КПМ
- Лобачов Микола Федорович — начальник Головного управління промисловості будівельних матеріалів при РМ Молдавської РСР
- Людников Іван Ілліч — заступник командувача військ Одеського військового округу, генерал-полковник
- Маркітан Артем Панасович — голова Вулканештського райвиконкому
- Мордовець Йосип Лаврентійович — міністр внутрішніх справ Молдавської РСР
- Пазина Лук'ян Гаврилович — 1-й секретар Бравичського райкому КПМ
- Паскаль Трохим Іванович — секретар Президії Верховної Ради Молдовської РСР
- Писаренко Наталія Пилипівна — завідувач відділу ЦК КПМ по роботі серед жінок
- Побережнюк Є.С. —
- Полікарп Василь Андрійович — машиніст паровозного депо станції Бельци
- Полоз Петро Матвійович — голова Бєльцького міськвиконкому
- Пузаков Іван Дмитрович — 1-й заступник міністра культури Молдавської РСР.
- Пустика І.І. —
- Рижиков Юхим Васильович —
- Романов Мойсей Петрович —
- Рудь Герасим Якович — голова Ради міністрів Молдавської РСР
- Селезньов Олександр Васильович — 1-й секретар Липканського райкому КПМ
- Селівестров Василь Якович — 1-й секретар Кишинівського міськкому КПМ
- Сердюк Зиновій Тимофійович — 1-й секретар ЦК КПМ
- Сирбул Валентина Павлівна —
- Сич Антон Іванович — уповноважений Міністерства заготівель СРСР по Молдавській РСР
- Сіднєв Борис Арсенійович — командувач 48-ї повітряної армії Одеського військового округу, генерал-лейтенант авіації
- Скуртул Максим Васильович — секретар ЦК КПМ
- Скуртул Мефодій Якович — 1-й секретар Атацького райкому КПМ
- Сментина Сергій Митрофанович —
- Смирнов Леонід Павлович — 1-й секретар Унгенського райкому КПМ
- Сорокін Михайло Олексійович — начальник Кишинівського відділення Одесько-Кишинівської залізниці
- Сорочан Євгенія Григорівна — голова колгоспу «Вяца ноуе» Флорештського району
- Старостенко Микола Тихонович — директор Кишинівського медичного інституту
- Стинга Мойсей Олексійович — 1-й секретар Бендерського райкому КПМ
- Танасевський Борис Захарович — голова Кишинівського міськвиконкому
- Ткач Дмитро Григорович — слухач Вищої партійної школи при ЦК КПРС.
- Токарєв Іван Мойсейович — 1-й секретар Окницького райкому КПМ
- Утка Олександр Захарович — 1-й секретар Братушанського райкому КПМ
- Філіппов Микола Федорович — 1-й секретар Слободзейського райкому КПМ
- Цуркан Кирило Іванович — міністр промисловості продовольчих товарів Молдавської РСР
- Цуркан Н.І. —
- Чебан Д.Т. —
- Черненко Костянтин Устинович — завідувач відділу пропаганди і агітацій ЦК КПМ
- Чурбанов Ізосим Квінтельянович — 1-й секретар Ваду-луй-Водського райкому КПМ
- Шпак Леонтій Омелянович — голова Партійної комісії при ЦК КПМ
- Шутиков Ілля Панасович — начальник будівництва Дубосарської ГЕС
- Щолоков Микола Онисимович — 1-й заступник голови Ради міністрів Молдавської РСР

### Кандидати у члени Центрального комітету КП Молдавії
- Багрін Т.М. —
- Бєляєва Марія Василівна — голова колгоспу імені Мічуріна Дубосарського району
- Бугров А.А. —
- Бутнар І.С. — 1-й секретар Ніспоренського райкому КПМ
- Вершкова Броніслава Степанівна — бригадир тракторної бригади 2-ї Кишкаренської МТС
- Волков П.А. — 1-й секретар Вертюжанського райкому КПМ
- Грошев І.І. —
- Жуматій Я.І. —
- Єфимов Сергій Петрович — міністр державного контролю Молдавської РСР
- Коваль Іван Несторович — голова Молдавського республіканського комітету профспілки працівників промисловості товарів широкого вжитку
- Корсун Василь Макарович — військовий комісар Молдавської РСР
- Кравченко А.Ф. — 1-й секретар Григоріопольського райкому КПМ
- Куліда К.Н. —
- Мельник Олександр Антонович — заступник голови Ради міністрів Молдавської РСР
- Михайлов Іван Дмитрович — 1-й секретар Комратського райкому КПМ
- Михашонок В.А. — 1-й секретар Бельцького міськкому КПМ
- Молдован Василь Кирилович — 1-й секретар Фалештського райкому КПМ
- Ноздрін Михайло Миронович —
- Савельєв Тимофій Полікарпович —
- Стойко Іван Никифорович — голова колгоспу імені Сталіна Бельцького району
- Теплицький С.Б. —
- Троян Тимофій Іванович —
- Усик Павло Васильович — заступник голови Ради міністрів Молдавської РСР
- Утков А.Г. — завідувач особливого сектора ЦК КПМ
- Цвігун Семен Кузьмич — заступник міністра внутрішніх справ Молдавської РСР
- Целиков С.Г. —
- Форш Анатолій Федорович — заступник голови Ради міністрів Молдавської РСР
- Хренов В.А. — 2-й секретар ЦК ЛКСМ Молдавії
- Чакір Яків Миронович — директор Арнонештської МТС Атацького району

### Члени Ревізійної комісії КП Молдавії
- Албу Федір Петрович — міністр юстиції Молдавської РСР
- Атаманенко Євген Михайлович — міністр місцевої промисловості Молдавської РСР
- Банул П.А. —
- Бикова Ольга Василівна — секретар ЦК ЛКСМ Молдавії
- Власов Павло Андрійович — голова Бричанського райвиконкому
- Волнянський Кирило Віссаріонович — 1-й секретар Чадир-Лунзького райкому КПМ
- Дорул П.Я. —
- Дубовицька М.І. — секретар Ніспоренського райкому КПМ
- Дурноп'янов Іван Леонтійович — 1-й секретар Оргіївського райкому КПМ
- Дячков Анатолій Іванович — голова Ради промислової кооперації Молдавської РСР
- Ляпін А.А. —
- Медіокритська Фаїна Василівна — секретар Кишинівського міськкому КПМ
- Мозолевський Микола Миколайович — голова Ревізійної комісії
- Положенко Никанор Володимирович — 1-й секретар Леовського райкому КПМ
- Пушкарьов Г.Н. —
- Пшенична М.М. —
- Чеботарьова Н.С. —